# Jonas Witsen (1676-1715)

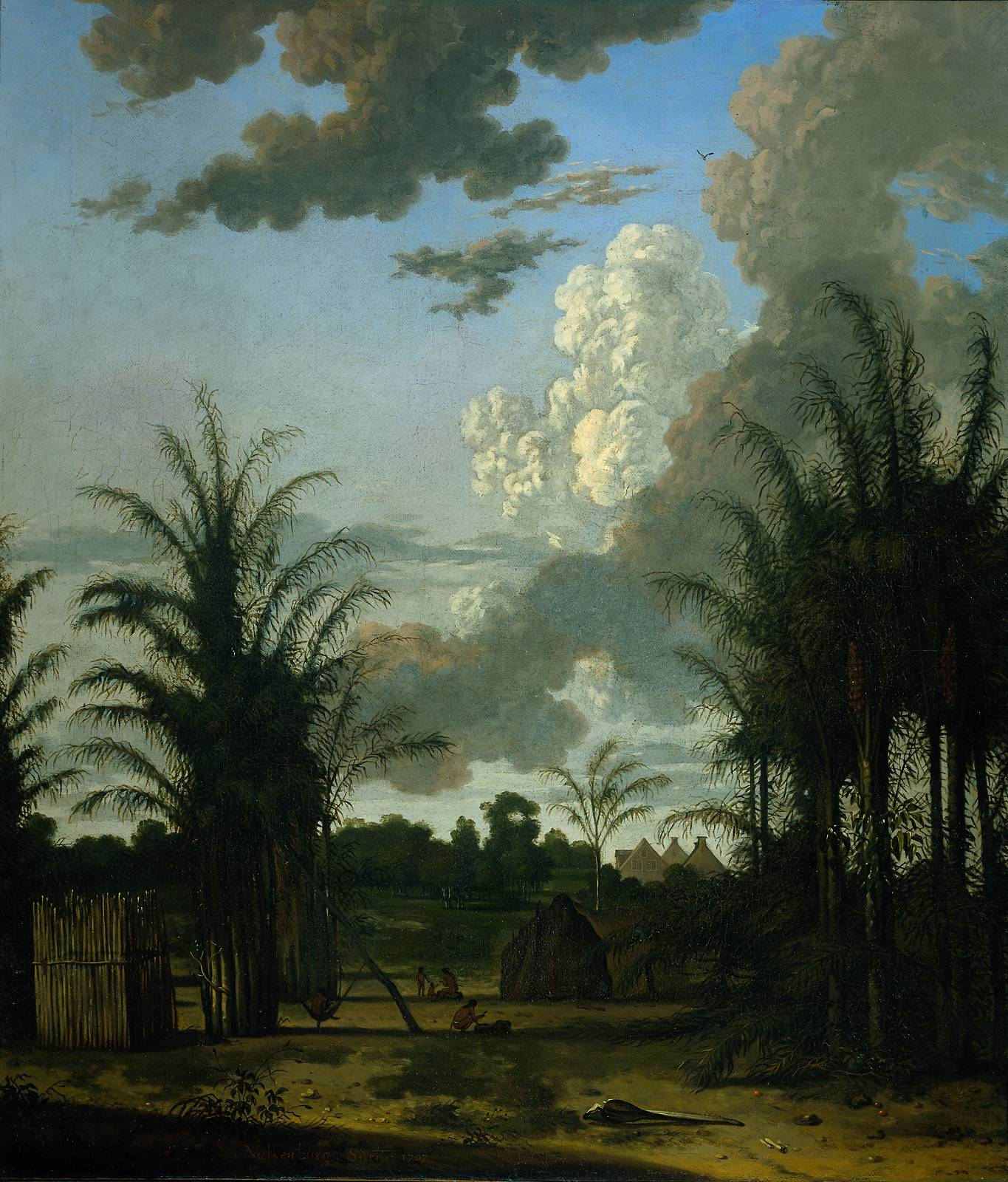
Plantage Palmeneribo(?) in Suriname door Dirk Valkenburg, 1707

Jonas Witsen (7 mei 1676 - 31 mei 1715) was stadssecretaris van Amsterdam tussen 1693 en 1712 en werd schepen in 1715, kort voor zijn overlijden. Hij was een telg uit de familie Witsen, de zoon van Jonas Witsen (1647-1675), die de eerste steen legde van het nieuwe stadhuis op de Dam, en de kleinzoon van Cornelis Jan Witsen, burgemeester van Amsterdam. Jonas Witsen staat bekend als een bevorderaar van kunsten en wetenschappen en een muziekliefhebber. Hij was in het bezit van een kunstkamer met een rariteitenkabinet en was een grote steun voor zijn oom Nicolaes Witsen.

## Biografie
Jonas Witsen trouwde in 1701 met de domineesdochter Elisabeth Basseliers (1680-1702), die hij leerde kennen via zijn oom Nicolaes, tevens haar voogd. Beiden woonden op de Herengracht bij hun ondertrouw. Zij en een kind zijn het jaar daarop in het kraambed overleden. Elisabeth, een rijke erfdochter en geboren op Curaçao, liet haar man 88.000 gulden na, plus drie plantages Surimombo, Palmeneribo en Waterland, voorheen in het bezit van oom Johan van Scharphuizen. In 1703 werd een akkoord gesloten, waarbij de Sociëteit van Suriname 26.500 gulden betaalde aan Witsen voor achterstallige salarissen. Jonas Witsen stuurde Dirk Valkenburg (1675-1721) naar Suriname om — naast zijn administratieve plichten — zijn nieuwe bezit, zeldzame vogels en planten te schilderen. Witsen leende hem 200 gulden en Valkenburg gaf drie stillevens in onderpand, die hij had gemaakt als leerling van Jan Weenix.
In 1706 bestond de plantagebevolking uit drie blanken (waaronder Valkenburg) en 148 slaven. Op 6 juli 1707 brak een opstand uit. De reden was dat de nieuwe eigenaar Jonas Witsen de vrijheden van de slaven inperkte; het recht van de vrije zaterdag, door Van Scharphuizen verleend en in zijn testament vermeld, werd teruggedraaid. Ook mochten de slaven niet meer samenwonen met de partner van hun keuze of naar andere plantages lopen. De opstand werd snel neergeslagen door een detachement van 25 soldaten, en de verworven rechten werden permanent ongedaan gemaakt. Valkenburg kwam na twee jaar doodziek terug. Hij heeft enkele van de mooiste afbeeldingen van 18e-eeuws Suriname vervaardigd.
- Ook Maria Sibylla Merian ging in 1699 naar Suriname om te tekenen op zijn instigatie. Arnold Houbraken werd in 1709 door hem naar Amsterdam gelokt.
- Witsen woonde op Keizersgracht 674 en bezat mogelijk Keizersgracht 382, huizen op de Binnen Amstel, een huis in de Jodenbreestraat en de hofstede Overveen onder Ouderkerk aan de Amstel.
- Zijn nalatenschap, waaronder meubels en 116 schilderijen van Rembrandt van Rijn, Gabriel Metsu, Jan Steen, Paulus Potter, Philip Wouwerman, Van Ostade en 18 schilderijen door Dirk Valkenburg, is geveild.
- Zijn tweede echtgenote Isabella Maria Hooft, met wie hij in 1704 trouwde, overleed in 1716.
- De plantages kwamen in het bezit van Gerrit Hooft, zoon van Gerrit Hooft, schoonzoon van Jonas Witsen, en zijn in 1770 door de erfgenamen verkocht voor 630.000 gulden.